# BMW 3200 CS
Der BMW 3200 CS (interner Typ 532), auch „Bertone“ genannt, ist ein Oberklasse-Automobil, das 1961 auf der IAA vorgestellt und von Februar 1962 bis September 1965 bei BMW in München in Zusammenarbeit mit Bertone gebaut wurde.

## Geschichte
Er ist der spät erschienene Nachfolger des BMW-503-Coupé zur BMW 501/502 „Barockengel“-Serie und basiert technisch auf diesen, jedoch ist der Karosserie-Aufbau nicht aus Aluminium wie beim 503, sondern konventionell aus Stahlblech, und wurde auch nicht beim Karosseriehersteller Baur, sondern bei Bertone in Turin produziert. Die Karosserien wurden dann per Bahn nach München transportiert und bei BMW fertiggestellt.
Das Design des Wagens ist eins der ersten von Giugiaro, der seine Lehrzeit bei Bertone verbrachte und dem Wagen eine zurückhaltend-italienisch anmutende Sportwagenlinie mit Panoramafenstern und rahmenlosen Seitenscheiben, verlieh. Zwei Prototypen entstanden bereits 1960, aber da sich BMW zu der Zeit in einer schweren Absatzkrise befand, konnte man sich nicht zum Bau entscheiden, da trotz des hohen Preises von fast 30.000 DM die hochwertig und in Handarbeit gefertigten BMW-Großwagen als Verlustbringer galten. Der 3200 CS war luxuriös ausgestattet, unter anderem war er eines der ersten deutschen Autos mit elektrischen Fensterhebern. Er bot für die Wagenklasse ein großzügiges Platzangebot und Kofferraum, wurde aber bei der Vorstellung auf der IAA 1961 kaum noch beachtet, da die gleichzeitig vorgestellte, lang erwartete „Neue Klasse“ (BMW 1500) alle Aufmerksamkeit auf sich zog. Auch die Vermarktung durch BMW war schwach. So wurde er während der gesamten Produktionszeit von der führenden deutschen Automobilzeitschrift keinem Test unterzogen, im Gegensatz zu Konkurrenzmodellen von Mercedes oder sogar Alfa Romeo.
Der BMW 3200 CS war der letzte BMW mit traditioneller Rahmenbauweise ohne selbsttragende Karosserie. Auch das Getriebe war (wie bei 501/502, 503 und 507) nicht direkt am Motor angebaut, sondern in Höhe der Vordersitze elastisch am Rahmen befestigt und durch eine kurze Gelenkwelle mit dem Motor verbunden. Sicherheitsgurte gab es nicht serienmäßig. Mit vorderen doppelten Querlenkern und Drehstäben war das Fahrwerk sehr aufwendig. Unterschiedliche Hinterachsübersetzungen waren bestellbar, aber kein 5-Gang-Getriebe. Anders als beim Mercedes Coupé gab es keine Servolenkung, und Scheibenbremsen nur an den Vorderrädern. Charakteristische Stilelemente des BMW 3200 CS wie die bis heute BMW-typische C-Säule mit dem sogenannten Hofmeister-Knick wurden von BMW in nachfolgenden Coupés wie dem „Schlitzaugencoupé“ 2000 C/CS oder Sechszylindercoupé (E9) immer wieder übernommen und weitergeführt.

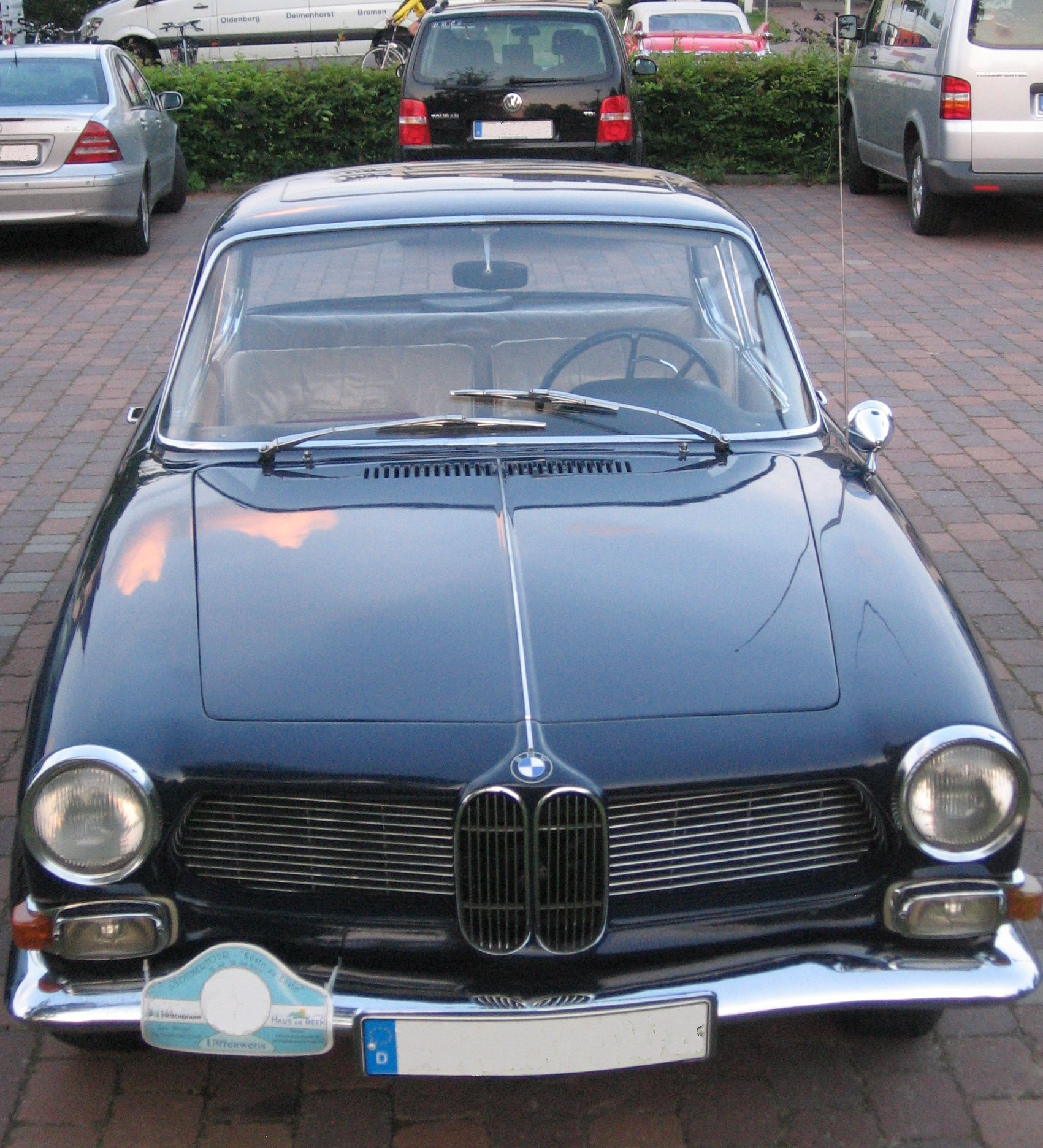
Frontansicht

Der 3,2 Liter-V8-Aluminium-Motor mit Doppelvergasern leistet 160 PS und erlaubt eine Höchstgeschwindigkeit von 200 km/h.
Bis 1965 entstanden etwa 600 Stück vom BMW 3200 CS (einige Quellen sprechen von 532, andere von 603). Von diesen dürften noch etwa ein Drittel fahrbereit oder in einen fahrbereiten Zustand zu versetzen sein.
Mit Fahrgestellnummer 76.176 wurde eine Modellpflege durchgeführt: Änderungen vom Blecharmaturenbrett zu einer hölzernen Ausführung, serienmäßige Ledersitze, einen Lüfter mit Visco-Kupplung sowie das direkt am Motor angeflanschte Getriebe sind die wesentlichen Änderungen.

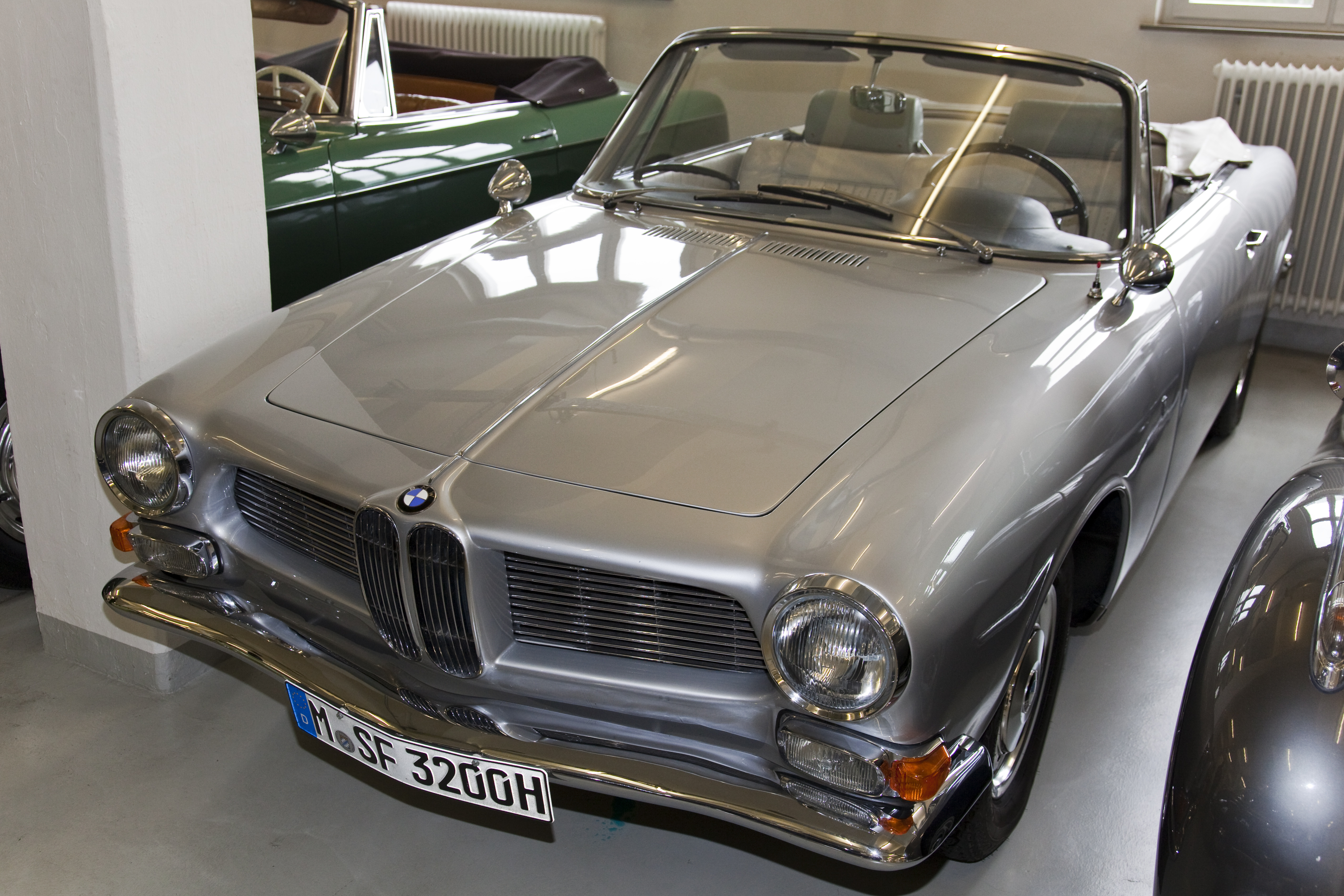
BMW 3200 CS Cabriolet von Herbert Quandt

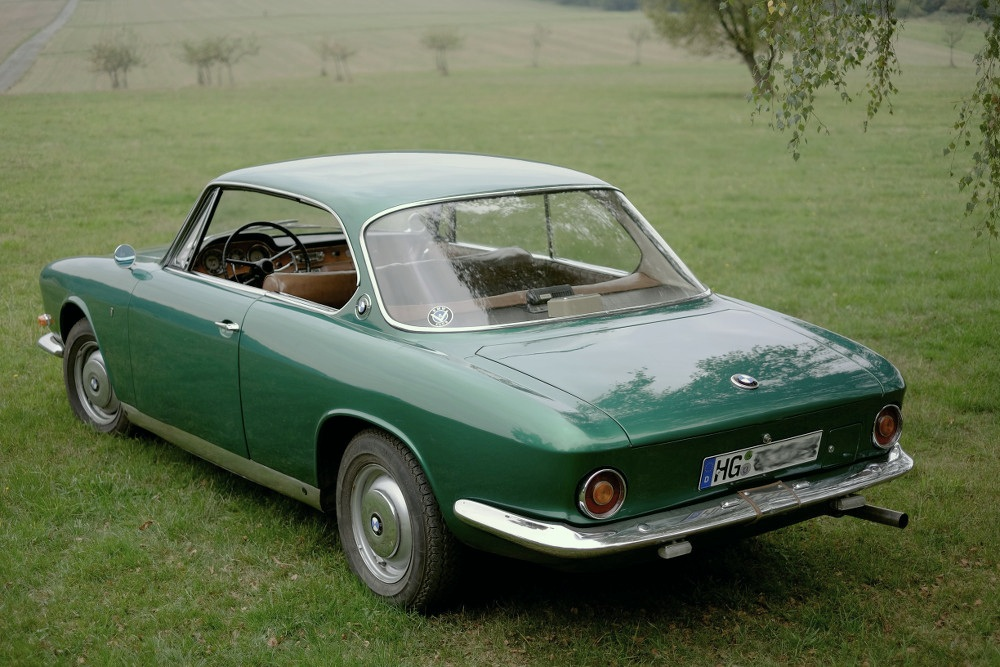
BMW 3200 CS Rückansicht

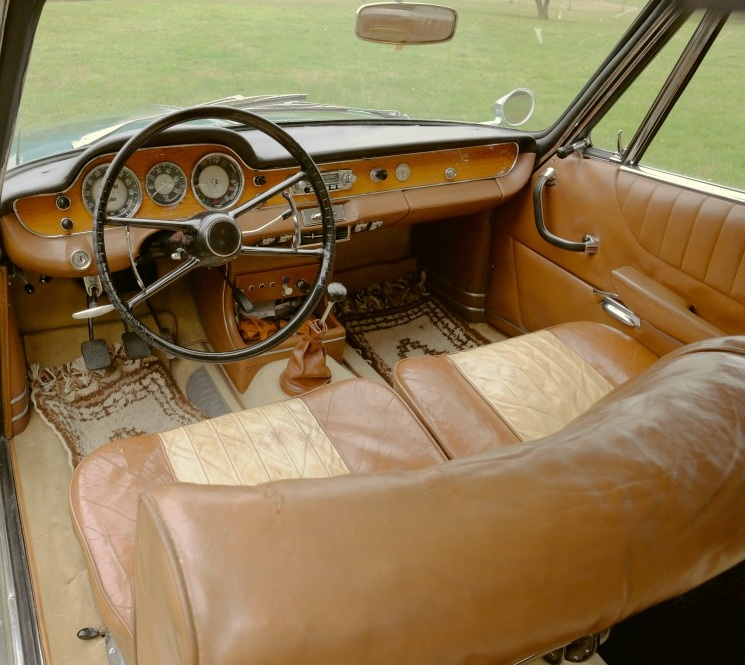
Innenraum

Als Einzelstück wurde ein Cabrio für den BMW-Hauptaktionär Herbert Quandt gebaut, als Dankeschön für sein finanzielles und persönliches Engagement bei der Sanierung von BMW Anfang der 1960er Jahre.
Um für die neben den Viertürer-Modellen ab 1966 neu angebotenen BMW 02 ausreichende Kapazitäten zu haben, stellte BMW die Fertigung des V8-Coupés 1965 ein. Damit ging vorerst die Ära der Luxusfahrzeuge von BMW zu Ende. Nach der Übernahme der Firma Glas in Dingolfing Ende 1966 wurde der Glas V8 mit leichten Änderungen als BMW-V8  bis 1968 weitergebaut.
Das nächste von BMW selbst entwickelte Achtzylinder-Coupé war ab Juli 1993 der BMW 8er.

## Technische Daten
|                                | BMW 3200 CS                               |
| Motorkenndaten                 |                                           |
| Motortyp                       | 8 Zylinder V-Motor                        |
| Ventilbauart                   | Hängend, Stoßstangen und Kipphebel        |
| Ventilsteuerung                | OHV, Duplexkette                          |
| Gemischaufbereitung            | 2 Doppel-Fallstromvergaser Zenith 36 NDIX |
| Kühlung                        | Wasserkühlung (10 l)                      |
| Bohrung × Hub                  | 82 × 75 mm                                |
| Hubraum                        | 3168 cm³                                  |
| Verdichtungsverhältnis         | 9:1                                       |
| max. Leistung bei min−1        | 119 kW (160 PS)/5600                      |
| max. Drehmoment bei min−1      | 240 Nm/3600                               |
| Kraftübertragung               |                                           |
| Antrieb                        | Hinterradantrieb                          |
| Getriebe                       | 4-Gang-Schaltgetriebe                     |
| Messwerte                      |                                           |
| Höchstgeschwindigkeit          | 200 km/h                                  |
| Beschleunigung, 0–100 km/h     | 14 s                                      |
| Kraftstoffverbrauch auf 100 km | 17 l S                                    |
| Kraftstofftank                 | 75 l                                      |
| Quelle:                        |                                           |